# Hawkspur Green
Hawkspur Green is een gehucht in het bestuurlijke gebied Uttlesford, in het Engelse graafschap Essex. Het maakt deel van de civil parish Little Bardfield. In het gehucht is een monumentaal pand te vinden, het Moor Hall.